# Zvonko Grebenar
Zvonko Grebenar (Zenica, 1951.), hrvatski bosanskohercegovački bivši nogometni vratar i nogometni trener. Igrao za Čelik, Rudar iz Ljubije, Iskru iz Bugojna i Krivaju iz Zavidovića. Bio je trener vratara u Čeliku i poslije pomoćni trener.

## Vanjske poveznice
- (eng.) WorldOfFootball.net Zvonko Grebenar
- (srp.) Istorija Ex-yu fudbala Abecedarnik - Zvonko Grebenar